# Sandava melaleucata
Sandava melaleucata là một loài bướm đêm trong họ Erebidae.